# Gli uccellatori
Gli uccellatori és una òpera en tres actes composta per Florian Leopold Gassmann sobre un llibret italià de Carlo Goldoni. S'estrenà al Teatro San Samuele de Venècia el Carnestoltes de 1759.
S'estrenà a Catalunya el 1760 al Teatre de la Santa Creu de Barcelona. Es tracta d'una òpera d'autor no italià, d'origen germànic, i aquest fet resulta una mica exòtic en la programació barcelonina d'aquell temps. Tot i així, cal tenir en compte que, com era general al segle xviii, els autors no italians se cenyien estrictament al gust italià, única manera de triomfar en el gènere. Anys més tard encara es veuria una altra òpera de Gassmann al Teatre de la Santa Creu: Gli amanti timidi, a la temporada 1772-1773.